# RMS Olympic
Az RMS Olympic egy Olympic osztályú óceánjáró, amelyet 1908-tól 1910-ig két testvérhajója az RMS Titanic és a HMHS Britannic előtt építettek. Thomas Andrews hajóépítész volt tervezésének felügyelője és a hajó konstruktőre. Ez a hajó élte meg a legtöbb időt, túlélt egy világháborút és a testvéreit. A három hajó nagyon hasonló volt, de nem teljesen egyforma. A legnagyobb különbség az volt, hogy a Titanic katasztrófája miatt a Britannic acéllemezeit nem egy, hanem két szegecssor fogta össze. Emiatt kicsit nehezebb is volt. A hajók felépítményének kialakítása is mutatott némi eltérést.

## Története

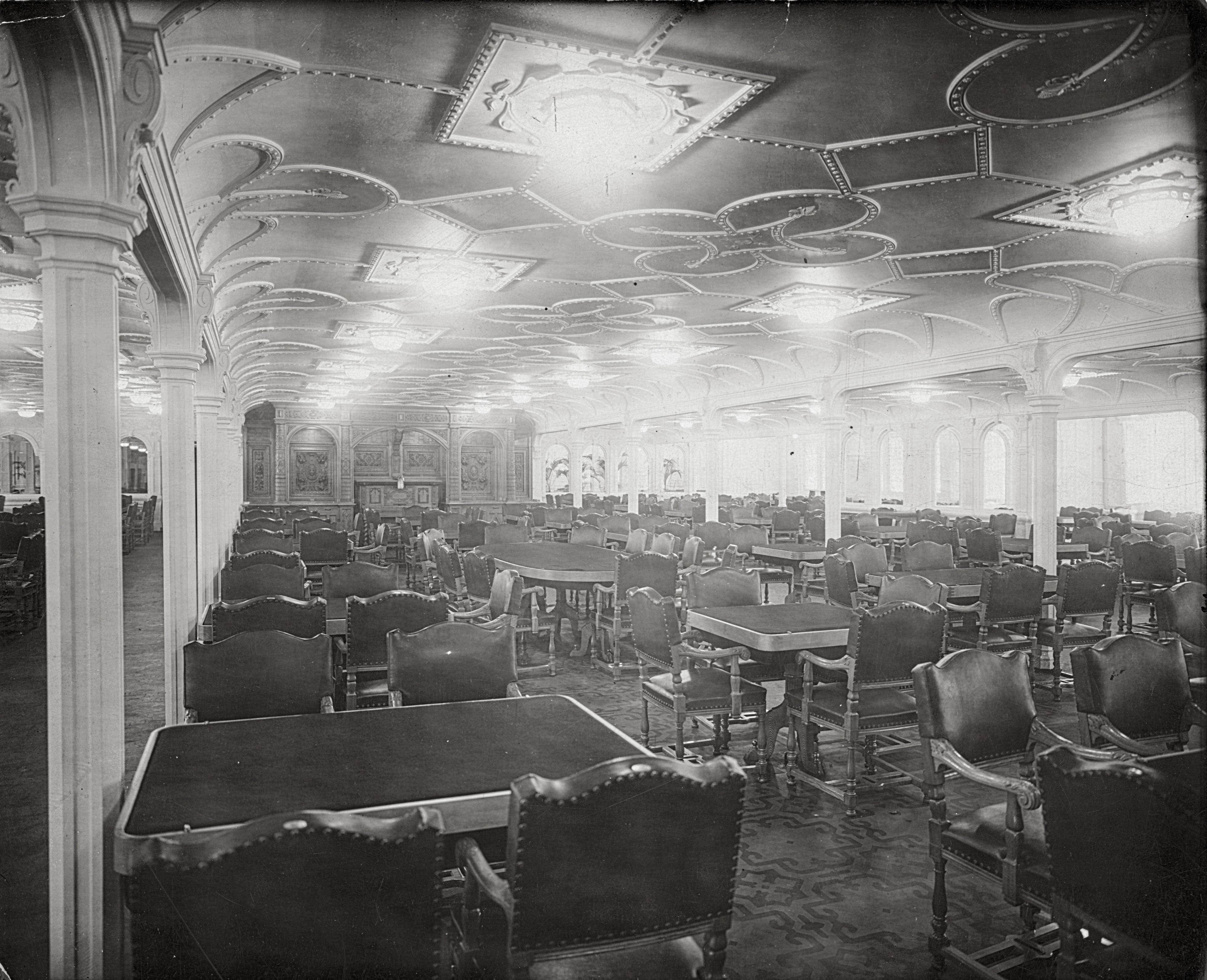
Az Olympic első osztályának ebédlője

### 1911–1914
1911. május 31-én indult el a próbaútjára Belfast-ból, épp azon a napon, mikor testvérhajóját, a Titanic-ot vízrebocsátották. Az út zökkenőmentesen zajlott, így aláírták a hajó papírjait, és elindult Southamptonba. Első útja 1911. június 14-én indult. Az út alatt összességében 21,7 csomós átlagsebességet ért el, annak ellenére, hogy az út alatt a rossz idő miatt néhányszor kénytelen volt az utazósebessége alatt hajózni. Egy héttel később, június 21-én érkezett meg sikeresen New Yorkba. A keleti irányú utat 22,5 csomós sebességgel teljesítette. A sikeres első út miatt újkorában különlegesnek számított de aztán a balesete a HMS Hawke-kal, és az 1912-ben elsüllyedt Titanic beárnyékolta hírnevét. Az Olympic valóban hatalmas népszerűségnek örvendett, mikor 1911. szeptember 20-án az ötödik útján összeütközött az HMS Hawke hadihajóval. Ám az, hogy túlélt egy ilyen ütközést (a jobb oldalán a hajótattól kicsit visszább sérült meg, és két rekesze vízzel telítődött)csak még jobban megerősítette azt, hogy az Olympic osztályú óceánjárók mind elsüllyeszthetetlenek. A hajó kapitánya az az Edward John Smith volt, aki a Titanic kapitánya is lesz azon a végzetes úton. 1912-ben a Titanic elsüllyedésekor az Olympic fogta a hajó rádiójeleit de túl messze volt, hogy a segítségére siessen. 1912. április 15-én az Olympic New Yorknál erősítette meg a hírt, hogy a Titanic valóban elsüllyedt. A hajó járatait a katasztrófa után néhány hónappal leállították és hat hónapra visszavitték a Harland&Wolff hajógyárba egy széles körű átépítésre és felújításra. Ezután az Olympic a maga 46 359 brt-val lett a legnagyobb brit hajó. Több mentőcsónakot és magasabb vízzáró rekeszfalakat kapott. 1913 tavaszán kezdte meg ismét a szolgálatát. 1914-ben az Olympic ismét az érdeklődés középpontjába került, mivel megmentette a brit Audacious csatahajó legénységét, mikor az aknára futott Írország partjainál és elsüllyedt. A háború korai szakaszában a hajó folytathatta a transzatlanti karrierjét, de ahogy a harcok súlyosbodtak már jelentős megkötésekkel. Végül 1914 őszén leállították az Olympic járatait, ugyanis a haditengerészet igényt tartott rá mint katonai csapatszállítóra.

### 1914–1918
A háború alatt tarkára mázolták, hogy megtévessze az akkori célzóberendezéseket. 1915-ben csapatszállító hajóként szolgált.
Az első világháború néhány hónapjában az Olympic továbbra is utasokat szállított az Atlanti-óceánon.
1915 szeptemberében az Olympicot katonai csapatszállítóvá nyilvánították, és a következő három év során 201 000 polgári személyt és katonát szállított. Az Olympic 1918 májusában a 22. katonai útja során élte át a legkomolyabb ellene intézett támadást. A hajót a német U-103-as jelzésű tengeralattjáró támadta meg, egy torpedót indítva a hatalmas óceánjáró irányába. Miután egy gyors kitérő manőverrel sikerült a torpedót elkerülnie, az Olympic váratlanul ellentámadásba kezdett. Ahelyett, hogy menekülőre fogta volna a dolgot, egyenesen a tengeralattjáró felé fordította az orrát, s teljes sebességre kapcsolt. A német búvárhajónak nem maradt ideje a lemerülésre, s az Olympic legázolta a nálánál jóval kisebb támadót. Az Olympic orr-része csak kisebb mértékben sérült meg, ám az ütközés ereje valósággal szétszakította a tengeralattjárót. A háború során az Olympic összességében igen figyelemre méltó teljesítményt ért el: 201 000 civilt, katonát: amerikait és kanadait, és a kínai munkászászlóaljak 12 000 tagját szállította el úticéljára veszteségek nélkül. Csapatszállító útjai során 276 000 km-t hajózott és ezalatt az idő alatt mintegy 347 000 tonna szenet használt fel.
A három tengeralattjáró-támadást túlélt hajót a "Megbízható Öreg" becenéven emlegették.

### 1919–1925
A nehéz idők után kicsit átépítették, majd 1920-tól megkezdhette működését "elavult" hajóként. A "tomboló" '20-as években az Olympic továbbra is nagy népszerűségnek örvendett és ezalatt az időszak alatt fő bevételi forrása már a filmsztárokból, bankárokból és egyéb híres emberekből jött össze. A hajó fedélzetén olyan hírességek utaztak mint Charlie Chaplin, Mary Pickford színésznő, Marie Curie, és Sir Arthur Conan Doyle.

### 1925–1935
1934-ben a White Star Line és a Cunard hajótársaságok egyesültek és a kiöregedett hajókat leselejtezték. Így járt az akkor 23 éves Olympic. Ezen évben nekiütközött egy világítótoronyként használt hajónak, melynek 11 fős legénységéből 7-en meghaltak.
1935-ben kiöregedettnek találták, így egyszerűen leselejtezték. Előbb a belsejét szerelték ki, utána a szalon belső burkolatát, és a bútorokat átszállították egy White Swan nevű angol szállodába, ahol ma is az eredeti formában megtalálható, illetve bútorzatának eredeti darabjai a ma is működő Millennium nevű óceánjáró éttermében is láthatóak. Ezután átszállították a hajótestet a Skóciában található Inverkeithing városába, ahol a Thomas Ward bontó szétvágta. Az Olympic hosszú pályafutása során igazán figyelemre méltó teljesítményt nyújtott: 25 év szolgálati év, 430.000 utas, több mint 257 transzatlanti út, 1,8 millió mérföld.
Ezzel végéhez ért a luxushajózás korszaka.

## Galéria

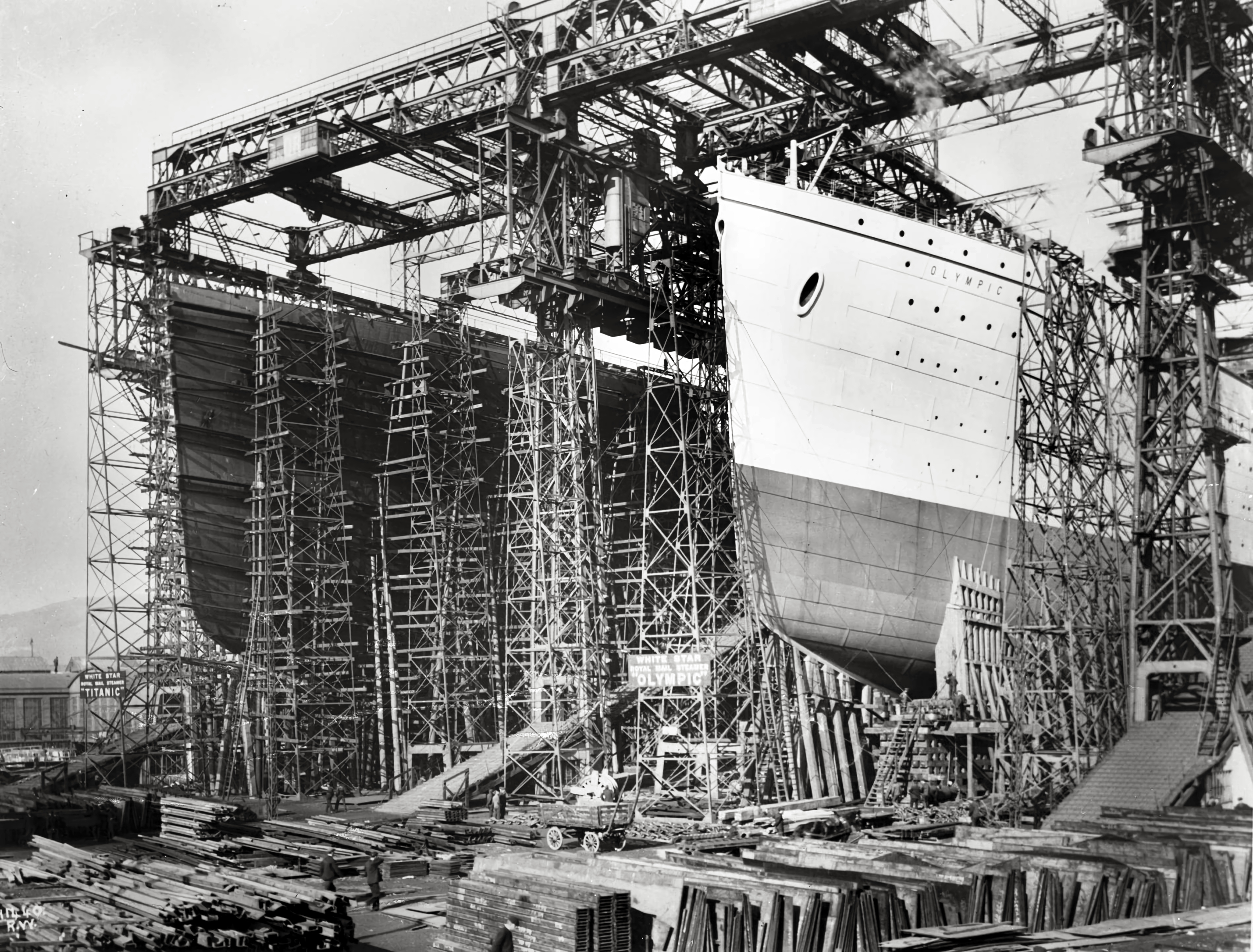
Az Olympic és a Titanic építése Belfastban
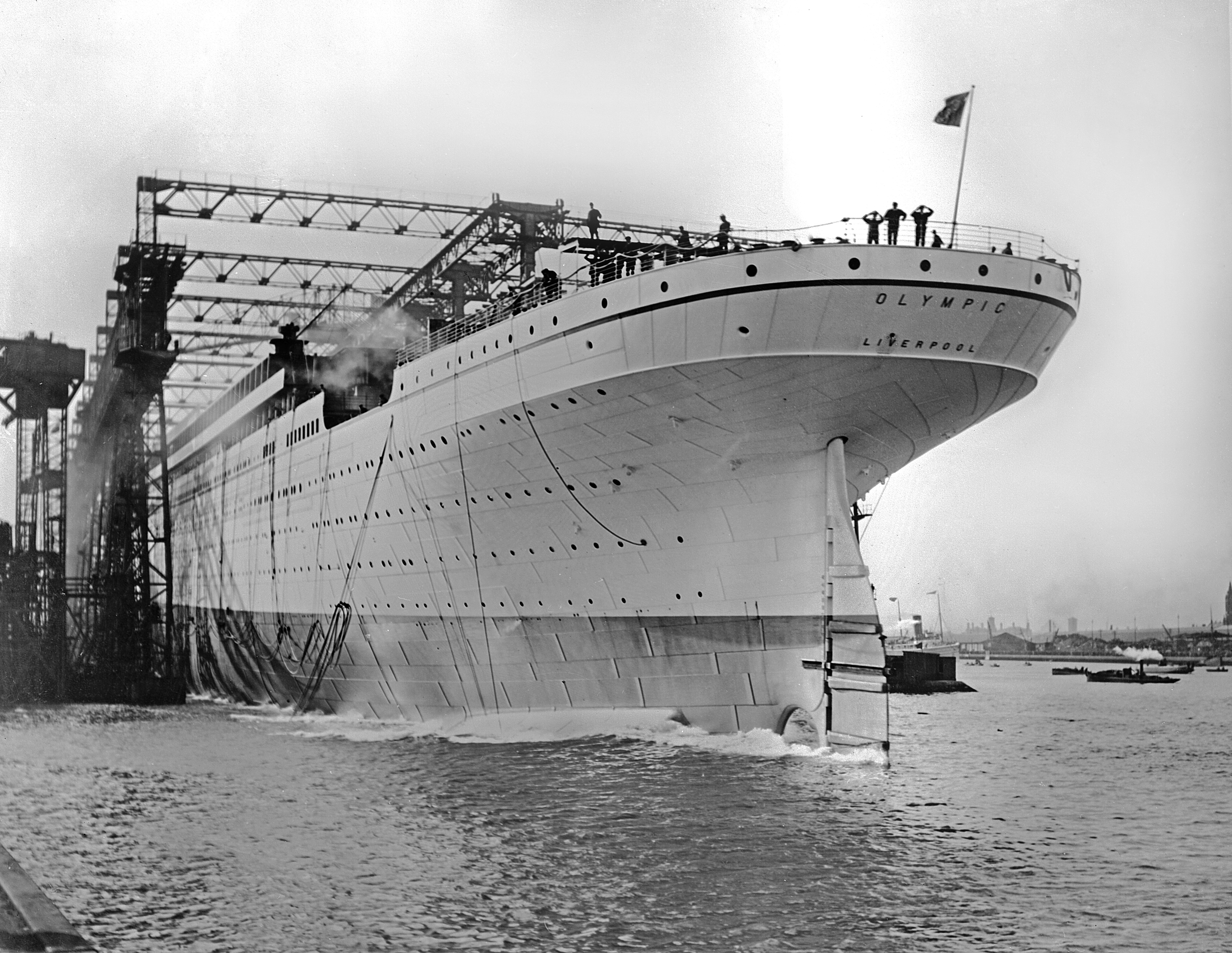
Vízre bocsátás
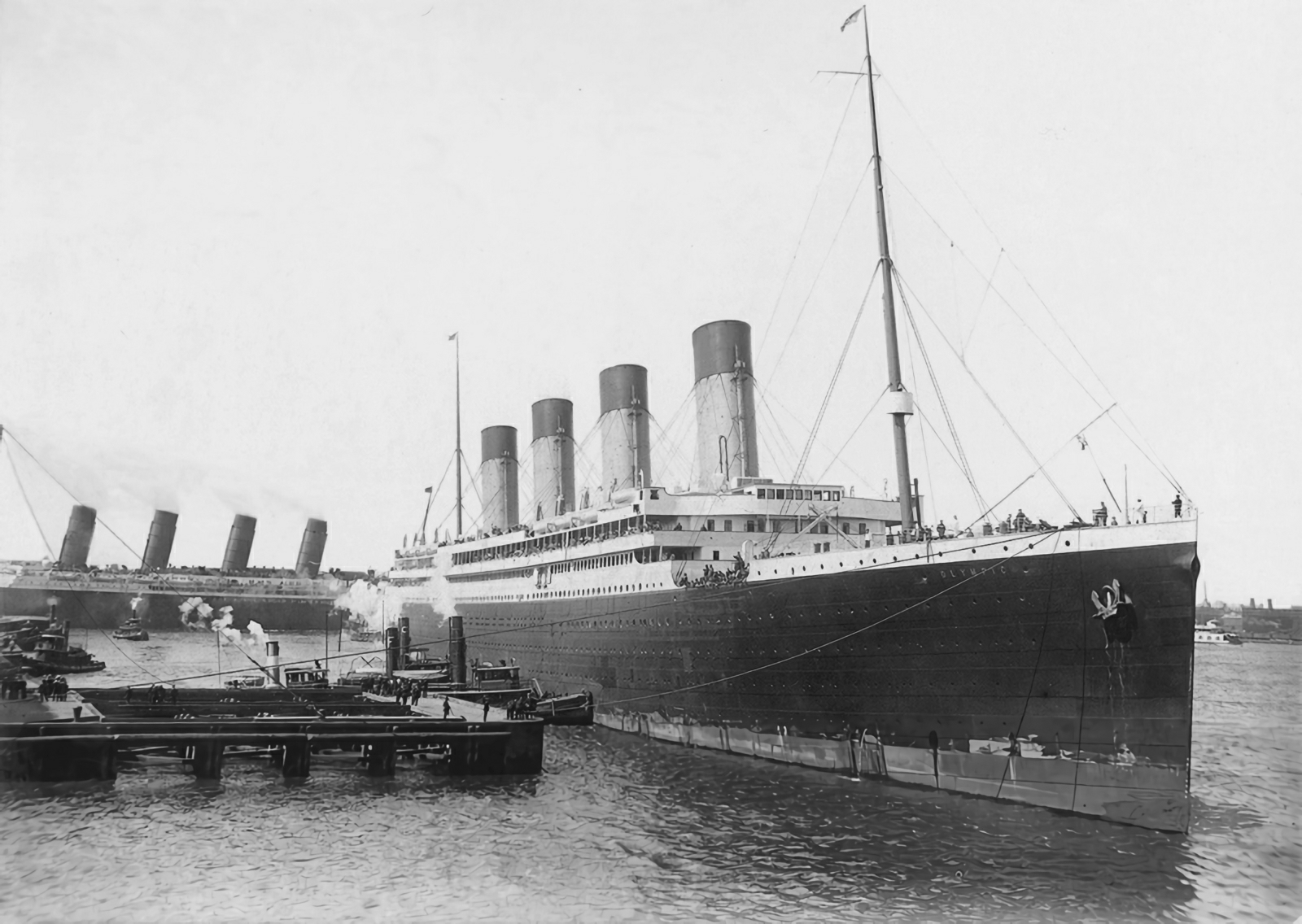
Az Olympic 1911-ben
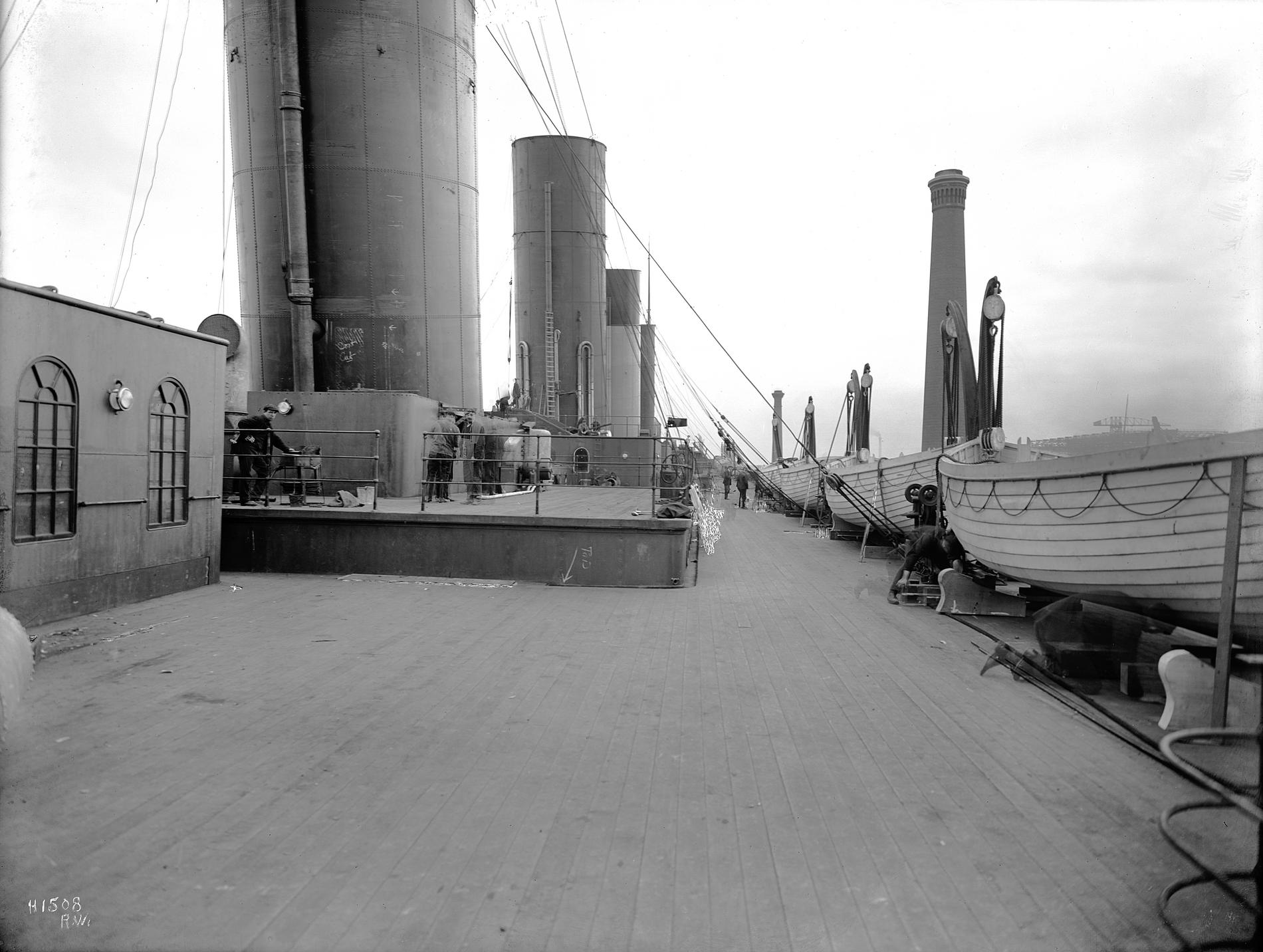
A csónakfedélzet
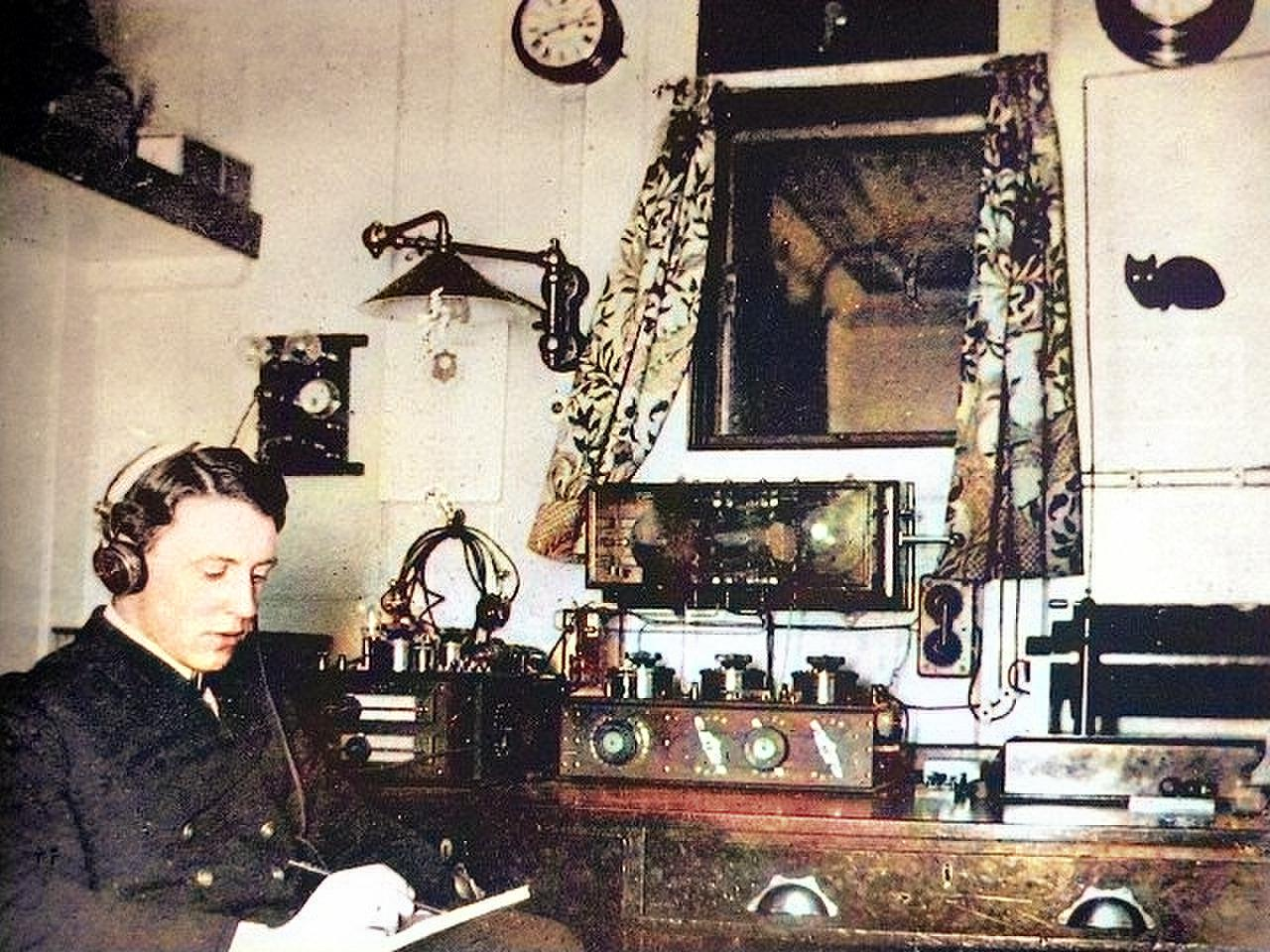
A rádiószoba
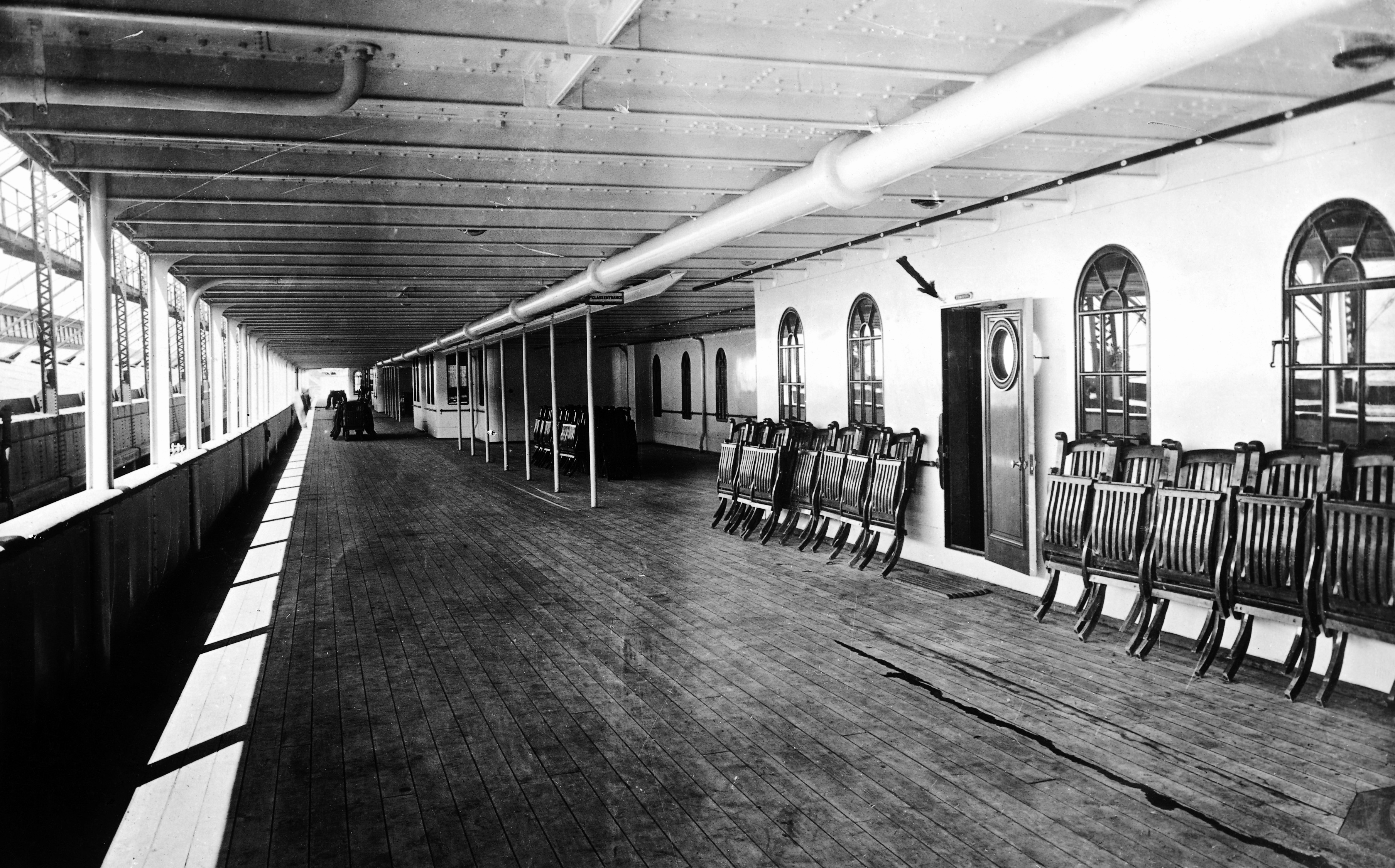
A zárt sétafedélzet
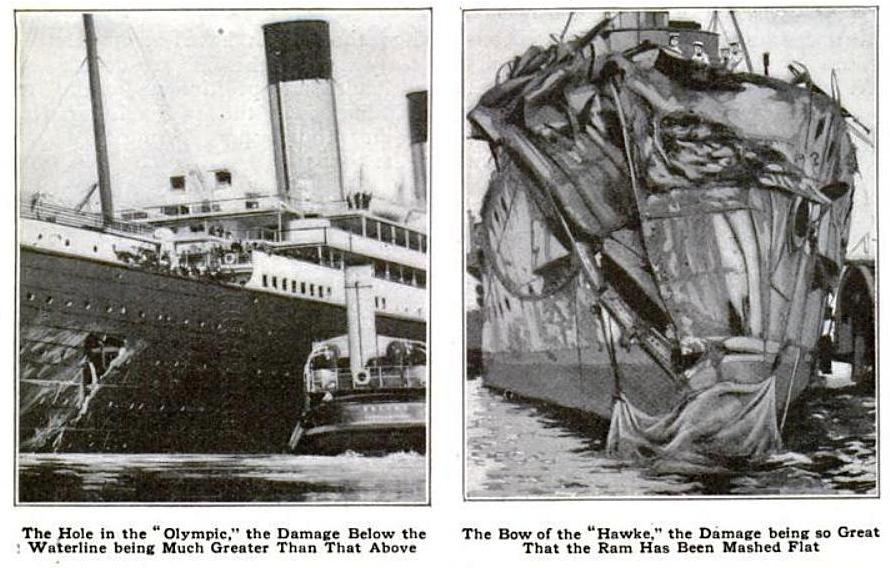
A sérült Olympic (balra és a Hawke (jobbra)
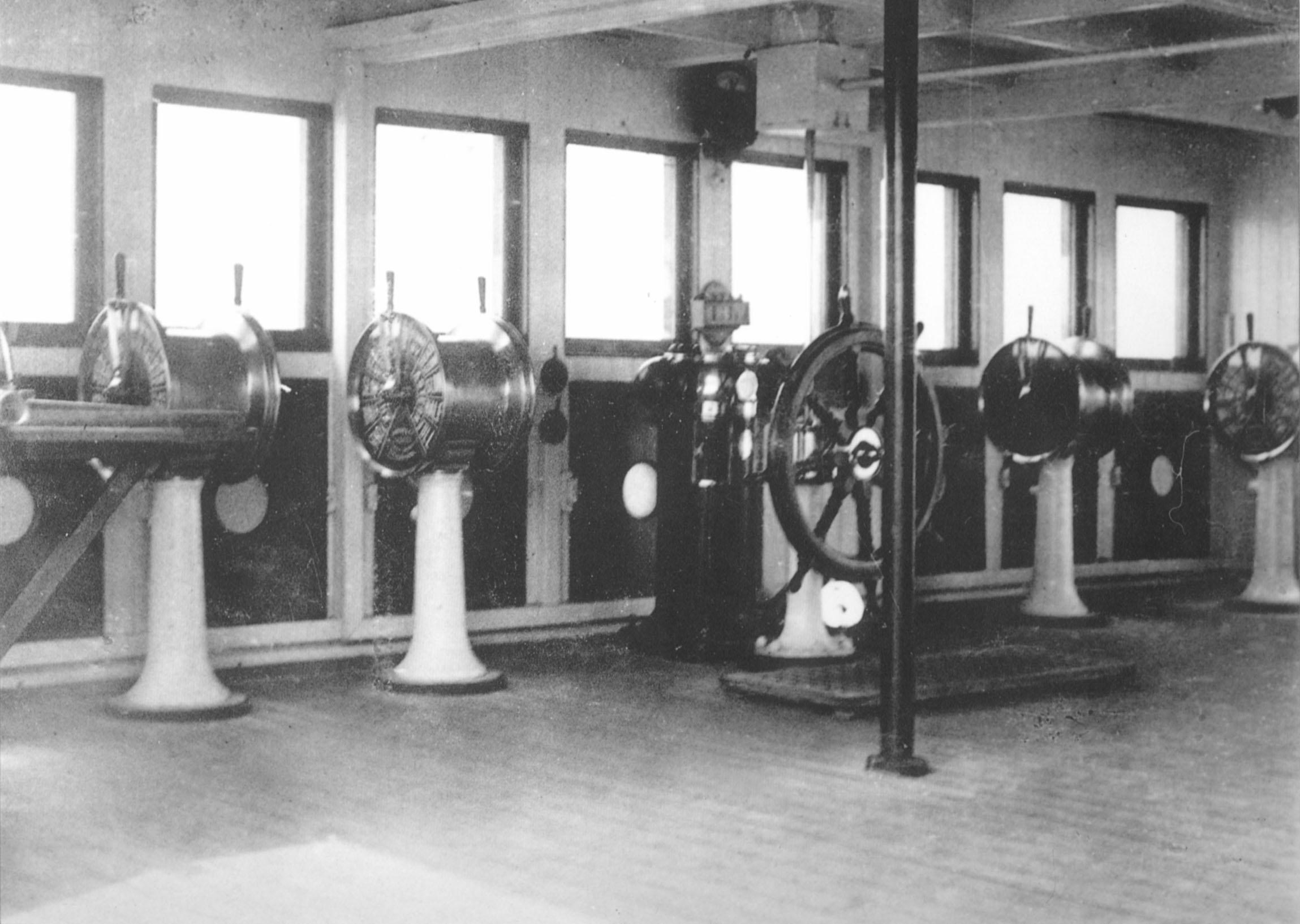
A kormányosfülke
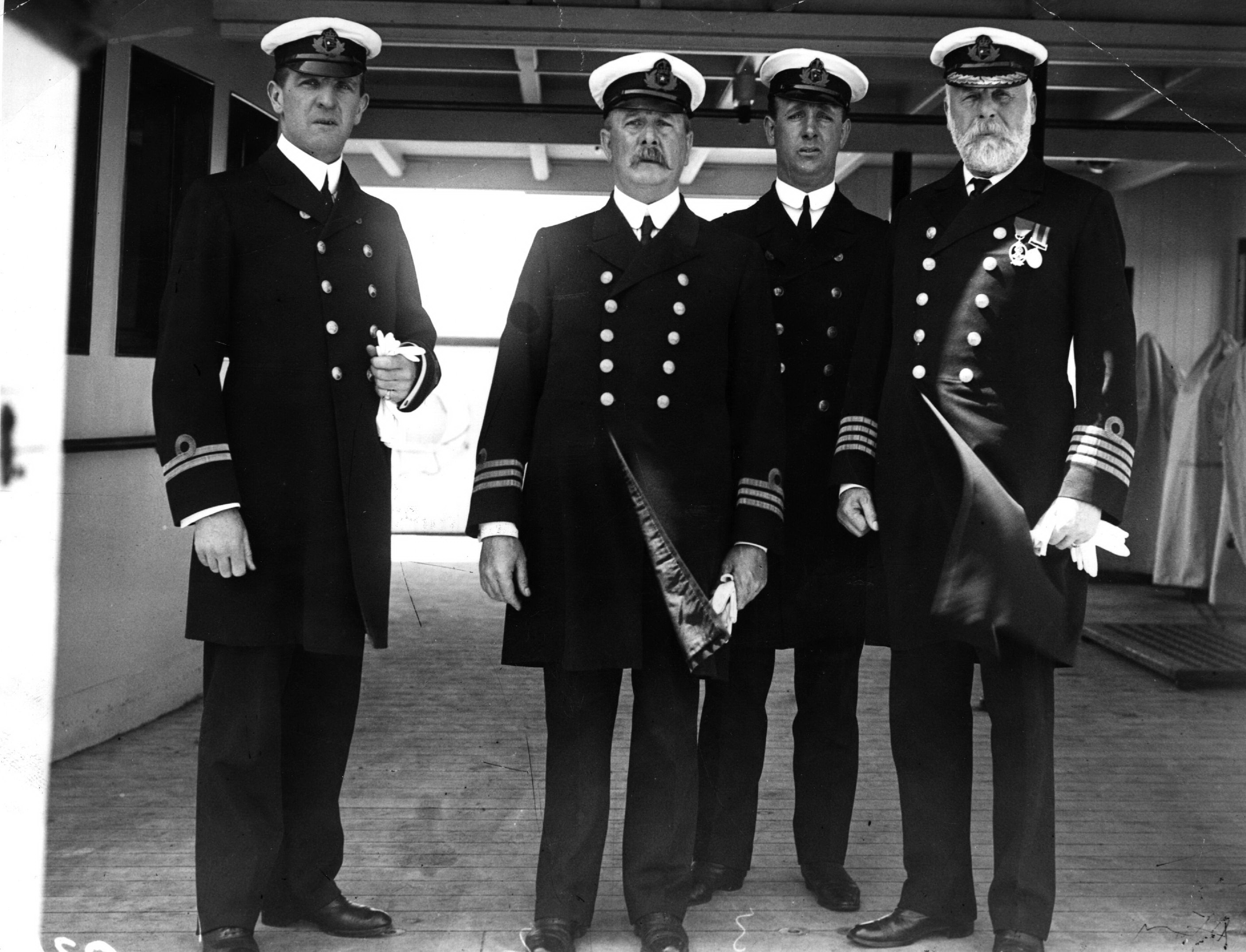
Legénység
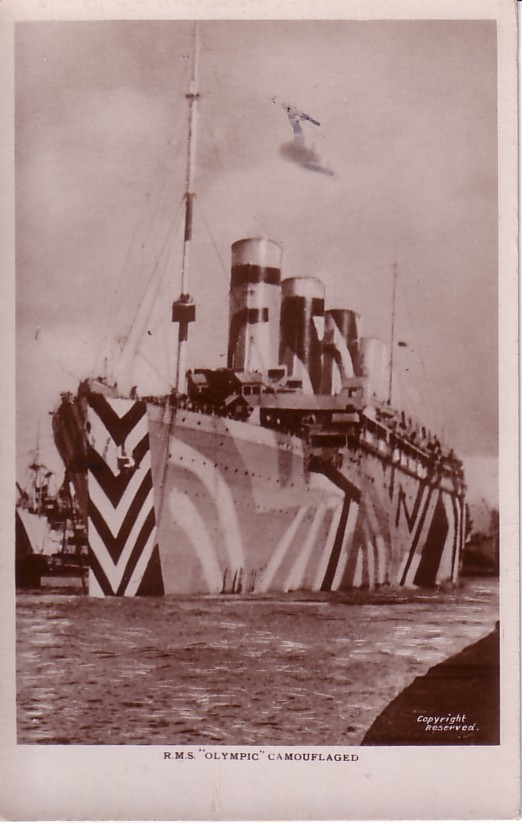
A háborúban
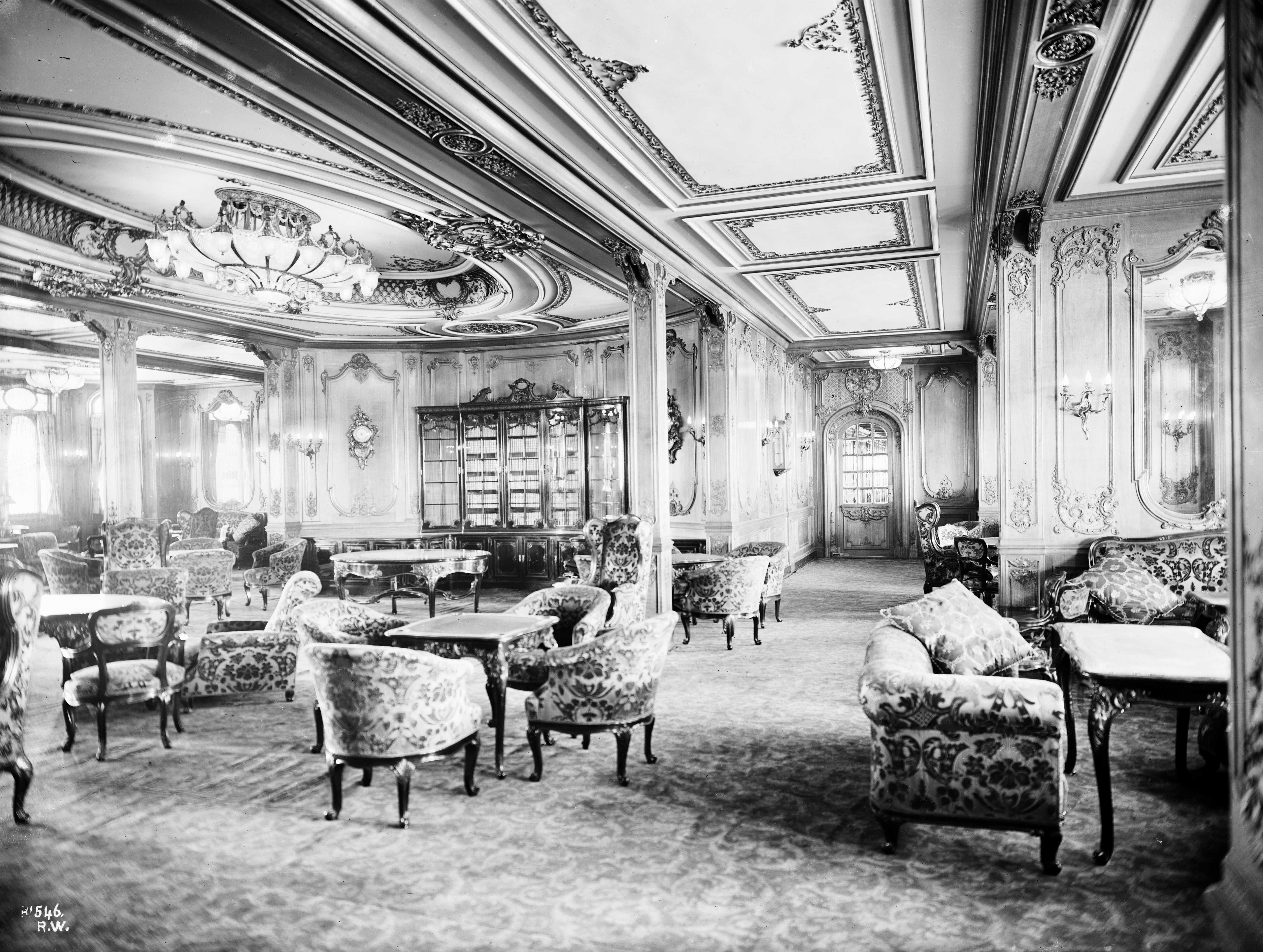
Az első osztályú olvasóterem